# UnipolSai
Die UnipolSai Assicurazioni S.p.A. ist ein italienisches Versicherungs- und Vermögensverwaltungsunternehmen mit Sitz in Bologna.

## Geschichte
Die UnipolSai entstand am 6. Januar 2014 durch den Zusammenschluss der Unipol Assicurazioni, Milano Assicurazioni und Premafin-Holding.
Das Unternehmen gehört mit rund 17 Millionen Kunden in den Bereichen Lebens- und Schadensversicherungen zu den Marktführern in Italien.

## Aktionärsstruktur
(Stand: März 2024)
- Unipol Gruppo: 60,984 %
- UnipolPart I S.p.A.: 9,900 %
- Unipol Finance S.r.l.: 9,900 %
- Unipol Investment S.p.A.: 4,410 %
- Streubesitz: 14,806 %